# Семкен
Семкен (такође Шамукену) је био владар Хикса у Доњем Египту током другог прелазног периода средином 17. века пре нове ере. Према Јургену вон Бекерату, био је трећи краљ 16. династије и вазал хиксоских краљева из 15. династије. Ово мишљење деле Вилијам С. Хејз и Волфганг Хелк, али га је недавно одбацио Ким Рајхолт. У његовој студији о Другом прелазном периоду из 1997. године, Рајхолт тврди да су краљеви 16. династије владали независним тебанским царством око 1650–1580. п. н. е. Сходно томе, Рајхолт види Семкена као раног краља Хикса из 15. династије, можда њиховог првог владара. Ова анализа је убедила неке египтологе, као што су Дарел Бејкер и Џенин Буриау, али не и друге, укључујући Стивена Квирка.